# 陸胤
陸胤，字敬宗，吳郡吳縣（今江蘇蘇州）人。三國時東吳官員，陸遜族子，陸凱之弟。

## 生平
陸胤早年入仕東吳任御史、尚書選曹郎，太子孫和聽聞他的名聲，因而特別禮待他。當時正值二宮之爭，全寄、杨竺等人依附並支持孫權寵愛的魯王孫霸為太子。一天孫權單獨見楊竺，討論孫霸的才幹，楊竺則對孫霸大為讚賞，並勸孫權改立孫霸為太子，孫權當時答應了。一直躲在床下的給使聽到孫權和楊竺的談話後告訴孫和，孫和害怕被廢黜，於是微服去見將出發到武昌的陸胤，並在他的車子上秘密商議對策，最終要陸胤代為要求丞相陸遜上表諫止。陸遜於是上書懇切地勸諫，孫權懷疑是楊竺將當日談話內容泄漏出去，才令陸遜上表支持孫和。楊竺不服，孫權於是要楊竺找出泄漏機密的人。楊竺則因只有陸胤一人在期間曾到武昌，認定是陸胤所作，而問陸遜時陸遜亦說是由陸胤告知。但其後問陸胤時，陸胤為了保護孫和，說是楊竺說的，因而入獄；雖然受到嚴刑拷問，但都沒有供出孫和。最后杨竺不堪刑讯承认是自己泄露的，于是被诛杀。
陸胤事後獲釋，並出任衡陽督軍都尉。赤烏十一年（248年），交趾郡和九真郡人民響應趙嫗叛亂，並攻打當地城邑，令交州大亂。陸胤於是改任交州刺史、安南校尉。陸胤到後，以恩德信義作號召，招納投降士民，成功令高涼渠帥黃吳等三千餘家支黨出降。後又率軍南行，繼續勸降，又留下錢財招降，最終令到餘下的叛軍都誠心歸降，交州再次安定下來。陸胤因功加安南將軍。及後陸胤又擊破蒼梧郡和建陵郡叛民，前後收集了八千多人充實軍隊。
永安元年（258年），陸胤自交州召還，改任西陵督，封都亭侯，後轉任虎林督，其後事跡不詳。唯一能確定的是其子陸式於天冊元年（275年）隨兄長陸凱（於建衡元年（269年）逝世）子陸禕俱徙建安前逝世。

## 子
- 陸式，東吳柴桑督，揚武將軍。後與從兄、陸凱子陸禕俱徙建安。天紀二年（278年）被召還建業，復任軍職。

## 評論與著作
- 陳壽：胤身絜事濟，著稱南土，可謂良牧矣。
- 華覈：胤天姿聰明，才通行絜。

《新唐書·藝文志二·雜傳記類》載其著有《志廣州先賢傳》七卷，《太平御覽》、《藝文類聚》等有引之。

## 延伸阅读
[在维基数据编辑]
 《三國志·卷61》，出自陳壽《三國志》